# José Luis Lamadrid
José Luis Lamadrid Prados (3 luglio 1930 – 3 ottobre 2021) è stato un calciatore messicano, di ruolo attaccante.

## Carriera
Con la Nazionale messicana ha preso parte ai Mondiali 1954.